# Raunetbach
Der Raunetbach ist ein Bach überwiegend auf dem Gebiet der Marktgemeinde Waidhaus im Oberpfälzer Landkreis Neustadt an der Waldnaab nahe der Grenze Bayerns zu Tschechien, der nach einem gut 8 km langen, im Wesentlichen südlichen Lauf bei der Hörlmühle der Marktgemeinde von rechts in die obere Pfreimd mündet.

## Name
Auf seinem Oberlauf von der Quelle bis Hagendorf wurde der Raunetbach auch Hagenbach genannt.

## Geographie

### Verlauf
Die oberen Quellen des Raunetbaches und seiner Zuflüsse liegen an der Südseite eines Bergrückens, der sich vom Mitterberg (784 m ü. NHN) im Südsüdwesten über den Wolfswinkelberg (760 m ü. NHN) und den Samstagberg (688 m ü. NHN) bis zum Schneeberg (746 m ü. NHN) östlich des Hauptstrang-Ursprungs zieht.
Dieser liegt am Südrand der Flur um das Georgenberger Dorf Leßlohe eben noch auf dessen Gemeindegebiet auf etwa 644 m ü. NHN. Durch einen Abschnitt Waldes fließt er südwärts und weiter durch das Waidhauser Streusiedlungsdorf Reinhardsrieth, das früher auch Raunetsried genannt wurde, und die umgebende, von kleinen Waldinseln durchsetzte offene Flur, in welcher er seine größeren Oberlaufzuflüsse sammelt, die an den Hängen der genannten Berge entspringen. Nachdem ihm hier zuletzt von rechts der Kaltenlohbach, der bedeutendste unter ihnen, zugeflossen ist, durchquert er eine Waldenge zwischen dem südöstlichsten Ausläufer Kleiner Hochberg (629 m ü. NHN) des Mitterbergs zur Rechten und dem 756 m ü. NHN hohen Pleysteiner Sulzberg im Osten.
Kurz dahinter erreicht er Hagendorf und beginnt hier einen großen, nach Osten ausholenden Bogen um eine nur mehr 551 m ü. NHN hohe Waldkuppe gegenüber dem Gemeindesitz Waidhaus. In dessen Verlauf passiert er etwas im Westen des Marktdorfes dessen Weiler Ödkührieth und dessen Einöden Kühmühle, Papiermühle und Marxmühle. Hiernach schwenkt der Raunetbach wieder in südliche Richtung und unterquert in einem kurzen bewaldeten Ostzipfel des Gemeindegebietes von Pleystein die Kreisstraße NEW 50 sowie die Autobahn A6, kurz danach wieder auf Waidhauser Gebiet die ehemalige Eisenbahnstrecke Eslarn - Neustadt, auf der heute der Bocklradweg verläuft. Keine hundert Meter danach mündet von rechts der bedeutendste Raunetbach-Zufluss, der Spielhofer Bach. Etwa 200 Meter unterhalb der Hörlmühle mündet der Raunetbachs selbst nach insgesamt etwa südlichem Lauf von rechts auf etwa 491 m ü. NHN in die obere Pfreimd.
Der Raunetbach mündet nach einer 8,2 km langen Fließstrecke mit einem mittleren Sohlgefälle von etwa 19 ‰ etwa 153 Höhenmeter unterhalb seines Hauptstrang-Ursprungs. Bis auf den Spielhofer Bach entspringen alle anderen größeren Zuflüsse teils merklich höher.

### Einzugsgebiet
Das 23,1 km² große Einzugsgebiet liegt zwischen dem des Rehlingbachs im Osten und dem des Zottbachs im Norden und Westen, die beide ebenfalls in die Pfreimd münden. Es berührt auf dem Schneeberg tschechisches Staatsgebiet.

### Zuflüsse
Vom offiziellen Ursprung zur Mündung. Auswahl.
- (Zufluss aus dem Pfeiferloh), von links kurz vor Reinhardsrieth, ca. 1,3 km[5]
- (Zufluss vom Samstagberg), von rechts in Reinhardsrieth
- (Abfluss des Schwarzbrunnens), von links in Reinhardsrieth
- Kaltenlohbach, von rechts zu Füßen und gegenüber von Berghaus, ca. 2,2 km[5] Entwässert auch den Georgsbrunnen.
- (Rückfluss des Mühlbachs), von links am Ortsende von Hagendorf
- Spielhofer Bach/Spielbach, von rechts an der Hörlmühle, 5,7 km und 6,5 km²[2]

## Geschichte
Der früher in vielen kleinen Mäandern fließende Raunetbach ist heute auf weiten Strecken ein begradigter Wiesengraben.
Viele Mühlen am Lauf nutzten seine Wasserkraft, in Fließrichtung:
- Mühle bei Reinhardsrieth
- Mühle am unteren Ende von Hagendorf. Der längere Oberlauf-Teil des Mühlbachs links am Raunetbach von fast 0,5 km ist erhalten.
- Kühmühle. Links gegenüber von Ödkührieth.
- Papiermühle wenig abwärts von Ödkührieth. Auf der im 17. Jahrhundert gegründeten Mühle war 1728 ein Duschek Papiermüller.[7]
- Marxmühle. 1674 von Markus („Marx“) Grötsch errichtet.[8]
- Hörlmühle. Kurz vor der Raunetbachmündung am Zufluss des größten Nebenflusses Spielhofer Bach.